# Emanuele Calaiò
Emanuele Calaiò (ur. 8 stycznia 1982 w Palermo) – włoski piłkarz występujący na pozycji napastnika.

## Kariera
Calaiò zaczynał swoją karierę w AC Torino, a swój debiut zaliczył 6 stycznia 2000 roku w meczu przeciwko Regginie, w meczu tym strzelił gola już w 3 minuty po wejściu na boisko. Zaliczył 20 występów w AC Torino zanim został wypożyczony.
Najpierw Calaiò przeszedł na wypożyczenie do Ternany, a następnie do Messiny. W styczniu 2003 trafił na zasadzie definitywnego transferu do Pescary.
Razem z Pescarą napastnik wywalczył awans do Serie B. Calaiò w ciągu dwóch lat gry w Pescarze zaliczył 70 występów, w których strzelił 27 bramek.
W 2004 roku trafił do SSC Napoli, które wtedy występowało w Serie C, jednak klub ten już po sezonie awansował do Serie B, a Calaiò strzelił 24 bramki w 51 meczach, a w kolejnym sezonie wraz z Napoli awansował do Serie A.
Latem 2008 roku Calaiò odszedł do Sieny.